# باب ازرین
باب ازرین (به انگلیسی: Bob Ezrin) زادهٔ (۲۵ مارس ۱۹۴۹) یک تهیه‌کننده موسیقی و نوازندهٔ کیبورد کانادایی‌تبار است که بیشتر به دلیل همکاری با هنرمندانی مانند آلیس کوپر ،کیس و پینک فلوید شناخته می‌شود.او در سال ۲۰۰۴ به تالار مشاهیر موسیقی کانادا راه یافت.